# Salvia fruticosa
Salvia fruticosa é uma espécie de planta com flor pertencente à família Lamiaceae. 
A autoridade científica da espécie é Mill., tendo sido publicada em Gard. Dict., ed. 8. n. 5. 1768.

## Portugal
Trata-se de uma espécie presente no território português, nomeadamente em Portugal Continental.
Em termos de naturalidade é introduzida na região atrás indicada.

## Protecção
Não se encontra protegida por legislação portuguesa ou da Comunidade Europeia.